# Grallaricula
Genre
Grallaricula est un genre de passereaux de la famille des Grallariidés. Ses membres se répartissent à travers l'écozone néotropique.

## Liste des espèces
Selon la classification de référence du Congrès ornithologique international (version 14.2, 2024) :
- Grallaricula flavirostris (Sclater, PL, 1858) — Grallaire ocrée
- Grallaricula loricata (Sclater, PL, 1857) — Grallaire maillée
- Grallaricula cucullata (Sclater, 1856) — Grallaire à capuchon
- Grallaricula peruviana Chapman, 1923 — Grallaire du Pérou
- Grallaricula ochraceifrons Graves, O'Neill & Parker, 1983 — Grallaire à front ocre
- Grallaricula ferrugineipectus (Sclater, 1857) — Grallaire à poitrine rousse
- Grallaricula leymebambae Carriker, 1933 — Grallaire de Leymebamba
- Grallaricula nana (Lafresnaye, 1842) — Grallaire naine
- Grallaricula cumanensis Hartert, 1900) — Grallaire d'Anzoátegui
- Grallaricula lineifrons (Chapman, 1924) — Grallaire demi-lune